# Wolfgang Warnemünde
Wolfgang Warnemünde (Grevesmühlen, 8 maggio 1953) è un ex discobolo tedesco.

## Palmarès
| Anno | Manifestazione | Sede     | Evento           | Risultato | Misura  | Note |
| ---- | -------------- | -------- | ---------------- | --------- | ------- | ---- |
| 1977 | Universiadi    | Sofia    | Getto del peso   | Bronzo    | 18,94 m |      |
| 1977 | Universiadi    | Sofia    | Lancio del disco | Bronzo    | 61,98 m |      |
| 1978 | Europei        | Praga    | Lancio del disco | 8º        | 61,28 m |      |
| 1981 | Universiadi    | Bucarest | Lancio del disco | Argento   | 63,54 m |      |
| 1982 | Europei        | Atene    | Lancio del disco | Bronzo    | 64,20 m |      |